# Koporje
Koporje (russisk: Копо́рье, finsk: Kaprio, Landvern, estisk: Kaporje, Koporje) er en landsby i Ingermanland i Leningrad oblast, Lomonossov rajon nær Koporjebugten. Koporje er især kendt for fæstningen af samme navn.
59°42′32″N 29°02′02″Ø / 59.7089°N 29.0339°Ø